# Жонатан Рарвел
Жонатан Рарвел (фр. и малг. Jonathan Raharvel; 24. април 2002) мадагаскарски је пливач чија специјалност су трке прсним стилом. 

## Спортска каријера
Рарвел је дебитовао на међународним сениорским такмичењима као седамнаестогодишњак, пошто је захваљујући специјалној позивници ФИНА-е наступао на светском првенству у корејском Квангџуу 2019. године. У Кореји је пливао у квалификационим тркама у четири дисциплине, две појединачне и две штафетне. У трци на 50 прсно заузео је 61, а на 100 прсно 75. место, док је као члан микс штафета на 4×100 мешовито и 4×100 слободно заузео 28, односно 32. место.
Месец дана након сениорског учествовао је и на јуниорском светском првенству у Будимпешти где је успео да исплива лични рекорд у трци на 50 прсно, остваривши пласман на 44. место у конкуренцији 80 пливача. 